# Fußball-Weltmeisterschaft 1998/Gruppe G
Spiele der Gruppe G der Fußball-Weltmeisterschaft 1998
| Pl. | Land      | Sp. | S | U | N | Tore    | Diff. | Punkte |
| --- | --------- | --- | - | - | - | ------- | ----- | ------ |
| 1.  | Rumänien  | 3   | 2 | 1 | 0 | 004:200 | +2    | 07     |
| 2.  | England   | 3   | 2 | 0 | 1 | 005:200 | +3    | 06     |
| 3.  | Kolumbien | 3   | 1 | 0 | 2 | 001:300 | −2    | 03     |
| 4.  | Tunesien  | 3   | 0 | 1 | 2 | 001:400 | −3    | 01     |

## England – Tunesien 2:0 (1:0)
| England                                                   | England | Tunesien | Tunesien |
| --------------------------------------------------------- | --- | --- | -------- |
| England                                                   | \| 1. Spieltag \| \| 15. Juni 1998 um 14:30 Uhr in Marseille (Stade Vélodrome) \| \| Zuschauer: 55.000 \| \| Schiedsrichter: Masayoshi Okada ( Japan) \| \| Spielbericht \|                                       | \| 1. Spieltag \| \| 15. Juni 1998 um 14:30 Uhr in Marseille (Stade Vélodrome) \| \| Zuschauer: 55.000 \| \| Schiedsrichter: Masayoshi Okada ( Japan) \| \| Spielbericht \| | Tunesien |
| England                                                   | David Seaman – Gareth Southgate, Tony Adams, Sol Campbell – Darren Anderton, Paul Ince, David Batty, Graeme Le Saux – Paul Scholes – Alan Shearer , Teddy Sheringham (85. Michael Owen) Cheftrainer: Glenn Hoddle | Chokri El Ouaer – Mounir Boukadida, Khaled Badra, Sami Trabelsi – Hatem Trabelsi (79. Tarek Thabet), Kaies Ghodhbane, Sirajeddine Chihi, José Clayton – Skander Souayah (46. Zoubaier Baya) – Adel Sellimi, Mehdi Ben Slimane (65. Imed Ben Younes) Cheftrainer: Henryk Kasperczak | Tunesien |
| England                                                   | 1:0 Shearer (42.) 2:0 Scholes (89.) | | Tunesien |
| England                                                   | Campbell | Clayton, Ghodhbane, Ben Younes | Tunesien |
| 1. Spieltag                                               | | |          |
| 15. Juni 1998 um 14:30 Uhr in Marseille (Stade Vélodrome) | | |          |
| Zuschauer: 55.000                                         | | |          |
| Schiedsrichter: Masayoshi Okada ( Japan)                  | | |          |
| Spielbericht                                              | | |          |

## Rumänien – Kolumbien 1:0 (1:0)
| Rumänien                                           | Rumänien | Kolumbien | Kolumbien |
| -------------------------------------------------- | --- | --- | --------- |
| Rumänien                                           | \| 1. Spieltag \| \| 15. Juni 1998 um 17:30 Uhr in Lyon (Stade Gerland) \| \| Zuschauer: 39.100 \| \| Schiedsrichter: Lim Kee Chong ( Mauritius) \| \| Spielbericht \| | \| 1. Spieltag \| \| 15. Juni 1998 um 17:30 Uhr in Lyon (Stade Gerland) \| \| Zuschauer: 39.100 \| \| Schiedsrichter: Lim Kee Chong ( Mauritius) \| \| Spielbericht \|                                                                                             | Kolumbien |
| Rumänien                                           | Bogdan Stelea – Iulian Filipescu, Gheorghe Popescu, Liviu Ciobotariu – Dan Petrescu, Gabriel Popescu (69. Ovidiu Stîngă), Constantin Gâlcă, Dorinel Munteanu – Gheorghe Hagi (77. Lucian Marinescu) – Viorel Moldovan (85. Radu Niculescu), Adrian Ilie Cheftrainer: Anghel Iordănescu | Faryd Mondragón – Wílmer Cabrera, Jorge Bermúdez, Ever Palacios, José Santa – Harold Lozano, Mauricio Serna, Freddy Rincón – Carlos Valderrama – Víctor Aristizábal (46. Adolfo Valencia), Faustino Asprilla (85. Léider Preciado) Cheftrainer: Hernán Darío Gómez | Kolumbien |
| Rumänien                                           | 1:0 Ilie (45.) | | Kolumbien |
| Rumänien                                           | Munteanu, Filipescu, Petrescu | Santa | Kolumbien |
| 1. Spieltag                                        | | |           |
| 15. Juni 1998 um 17:30 Uhr in Lyon (Stade Gerland) | | |           |
| Zuschauer: 39.100                                  | | |           |
| Schiedsrichter: Lim Kee Chong ( Mauritius)         | | |           |
| Spielbericht                                       | | |           |

## Kolumbien – Tunesien 1:0 (0:0)
| Kolumbien                                                      | Kolumbien | Tunesien | Tunesien |
| -------------------------------------------------------------- | --- | --- | -------- |
| Kolumbien                                                      | \| 2. Spieltag \| \| 22. Juni 1998 um 17:30 Uhr in Montpellier (Stade de la Mosson) \| \| Zuschauer: 29.800 \| \| Schiedsrichter: Bernd Heynemann ( Deutschland) \| \| Spielbericht \|                                                                                              | \| 2. Spieltag \| \| 22. Juni 1998 um 17:30 Uhr in Montpellier (Stade de la Mosson) \| \| Zuschauer: 29.800 \| \| Schiedsrichter: Bernd Heynemann ( Deutschland) \| \| Spielbericht \|                                                                                                | Tunesien |
| Kolumbien                                                      | Faryd Mondragón – Wílmer Cabrera, Jorge Bermúdez, Ever Palacios, José Santa – Harold Lozano, Mauricio Serna (60. Jorge Bolaño), Freddy Rincón (56. Víctor Aristizábal) – Carlos Valderrama – Antony de Ávila, Adolfo Valencia (56. Léider Preciado) Cheftrainer: Hernán Darío Gómez | Chokri El Ouaer – Tarek Thabet (76. Kaies Ghodhbane), Ferid Chouchane, Sami Trabelsi – Riadh Bouazizi, Sirajeddine Chihi, José Clayton – Skander Souayah, Zoubaier Baya (74. Faysal Ben Ahmed) – Adel Sellimi (69. Imed Ben Younes), Mehdi Ben Slimane Cheftrainer: Henryk Kasperczak | Tunesien |
| Kolumbien                                                      | 1:0 Preciado (82.) | | Tunesien |
| Kolumbien                                                      | Santa (2., gesperrt) | Clayton (2., gesperrt), Bouazizi | Tunesien |
| 2. Spieltag                                                    | | |          |
| 22. Juni 1998 um 17:30 Uhr in Montpellier (Stade de la Mosson) | | |          |
| Zuschauer: 29.800                                              | | |          |
| Schiedsrichter: Bernd Heynemann ( Deutschland)                 | | |          |
| Spielbericht                                                   | | |          |

## Rumänien – England 2:1 (0:0)
| Rumänien                                                   | Rumänien | England | England |
| ---------------------------------------------------------- | --- | --- | ------- |
| Rumänien                                                   | \| 2. Spieltag \| \| 22. Juni 1998 um 21:00 Uhr in Toulouse (Stadium Municipal) \| \| Zuschauer: 33.500 \| \| Schiedsrichter: Marc Batta ( Frankreich) \| \| Spielbericht \| | \| 2. Spieltag \| \| 22. Juni 1998 um 21:00 Uhr in Toulouse (Stadium Municipal) \| \| Zuschauer: 33.500 \| \| Schiedsrichter: Marc Batta ( Frankreich) \| \| Spielbericht \|                                                      | England |
| Rumänien                                                   | Bogdan Stelea – Iulian Filipescu, Gheorghe Popescu, Liviu Ciobotariu – Dan Petrescu, Gabriel Popescu, Constantin Gâlcă, Dorinel Munteanu – Gheorghe Hagi (73. Ovidiu Stîngă / 81. Lucian Marinescu) – Viorel Moldovan (87. Marius Lăcătuș), Adrian Ilie Cheftrainer: Anghel Iordănescu | David Seaman – Gary Neville, Tony Adams, Sol Campbell – Darren Anderton, Paul Ince (33. David Beckham), David Batty, Graeme Le Saux – Paul Scholes – Alan Shearer , Teddy Sheringham (73. Michael Owen) Cheftrainer: Glenn Hoddle | England |
| Rumänien                                                   | 1:0 Moldovan (47.) 2:1 Petrescu (90.) | 1:1 Owen (79.) | England |
| Rumänien                                                   | Filipescu (2., gesperrt), Gh. Popescu, Hagi, Ciobotariu | | England |
| 2. Spieltag                                                | | |         |
| 22. Juni 1998 um 21:00 Uhr in Toulouse (Stadium Municipal) | | |         |
| Zuschauer: 33.500                                          | | |         |
| Schiedsrichter: Marc Batta ( Frankreich)                   | | |         |
| Spielbericht                                               | | |         |

## Rumänien – Tunesien 1:1 (0:1)
| Rumänien                                                          | Rumänien | Tunesien | Tunesien |
| ----------------------------------------------------------------- | --- | --- | -------- |
| Rumänien                                                          | \| 3. Spieltag \| \| 26. Juni 1998 um 21:00 Uhr in Paris/Saint-Denis (Stade de France) \| \| Zuschauer: 77.000 \| \| Schiedsrichter: Edward Lennie ( Australien) \| \| Spielbericht \|                                                                                             | \| 3. Spieltag \| \| 26. Juni 1998 um 21:00 Uhr in Paris/Saint-Denis (Stade de France) \| \| Zuschauer: 77.000 \| \| Schiedsrichter: Edward Lennie ( Australien) \| \| Spielbericht \|                                                                                         | Tunesien |
| Rumänien                                                          | Bogdan Stelea – Anton Doboș, Cristian Dulca (31. Gheorghe Popescu), Liviu Ciobotariu – Dan Petrescu, Lucian Marinescu, Constantin Gâlcă, Dorinel Munteanu – Gheorghe Hagi – Ilie Dumitrescu (67. Viorel Moldovan), Marius Lăcătuș (46. Adrian Ilie) Cheftrainer: Anghel Iordănescu | Chokri El Ouaer – Mounir Boukadida, Ferid Chouchane, Sami Trabelsi – Riadh Bouazizi, Sirajeddine Chihi, Kaies Ghodhbane (83. Tarek Thabet), Skander Souayah (90. Imed Ben Younes) – Zoubaier Baya – Adel Sellimi, Mehdi Ben Slimane (55. Riadh Jelassi) Cheftrainer: Ali Selmi | Tunesien |
| Rumänien                                                          | 1:1 Moldovan (72.) | 0:1 Souayah (10., Foulelfmeter) | Tunesien |
| Rumänien                                                          | Baya, Souayah | | Tunesien |
| 3. Spieltag                                                       | | |          |
| 26. Juni 1998 um 21:00 Uhr in Paris/Saint-Denis (Stade de France) | | |          |
| Zuschauer: 77.000                                                 | | |          |
| Schiedsrichter: Edward Lennie ( Australien)                       | | |          |
| Spielbericht                                                      | | |          |

## Kolumbien – England 0:2 (0:2)
| Kolumbien                                                 | Kolumbien | England | England |
| --------------------------------------------------------- | --- | --- | ------- |
| Kolumbien                                                 | \| 3. Spieltag \| \| 26. Juni 1998 um 21:00 Uhr in Lens (Stade Félix Bollaert) \| \| Zuschauer: 38.100 \| \| Schiedsrichter: Arturo Brizio Carter ( Mexiko) \| \| Spielbericht \| | \| 3. Spieltag \| \| 26. Juni 1998 um 21:00 Uhr in Lens (Stade Félix Bollaert) \| \| Zuschauer: 38.100 \| \| Schiedsrichter: Arturo Brizio Carter ( Mexiko) \| \| Spielbericht \|                                                              | England |
| Kolumbien                                                 | Faryd Mondragón – Wílmer Cabrera, Jorge Bermúdez, Luis Antonio Moreno, Ever Palacios – Harold Lozano, Mauricio Serna (46. Víctor Aristizábal), Freddy Rincón – Carlos Valderrama – Léider Preciado (46. Adolfo Valencia), Antony de Ávila (46. Hámilton Ricard) Cheftrainer: Hernán Darío Gómez | David Seaman – Gary Neville, Tony Adams, Sol Campbell – Darren Anderton (79. Rob Lee), Paul Ince (83. David Batty), David Beckham, Graeme Le Saux – Paul Scholes (73. Steve McManaman) – Alan Shearer , Michael Owen Cheftrainer: Glenn Hoddle | England |
| Kolumbien                                                 | 0:1 Anderton (20.) 0:2 Beckham (29.) | | England |
| Kolumbien                                                 | Bermúdez, Serna, Aristizábal | Scholes, Shearer | England |
| 3. Spieltag                                               | | |         |
| 26. Juni 1998 um 21:00 Uhr in Lens (Stade Félix Bollaert) | | |         |
| Zuschauer: 38.100                                         | | |         |
| Schiedsrichter: Arturo Brizio Carter ( Mexiko)            | | |         |
| Spielbericht                                              | | |         |